# Kynett

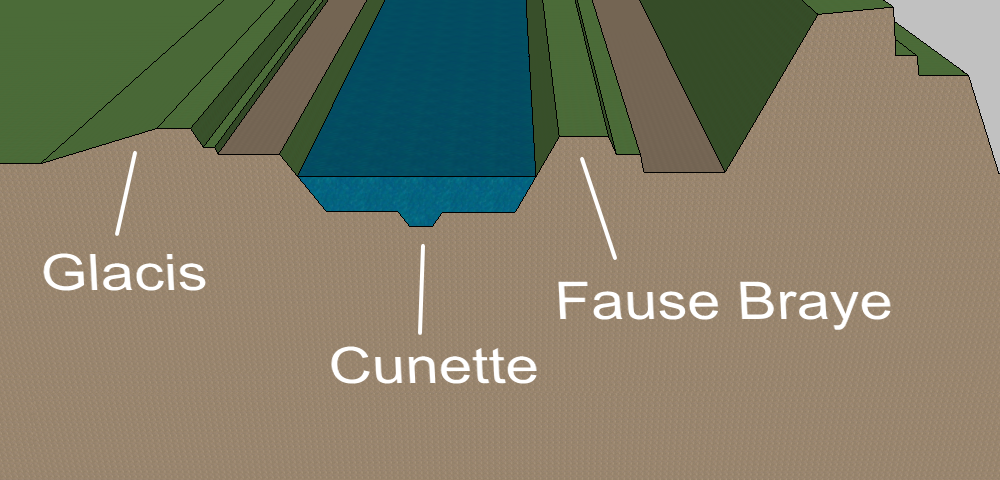
Kynett i mitten av en vattenfylld grav.

Kynett eller Ränngrav, en i mitten av en våt fästningsgrav anordnad djupare grav.